# ویلتز (کانتون)
ایالت ویلتز (به لاتین: Wiltz Canton) کانتونی در کشور لوکزامبورگ است که در Diekirch District واقع شده‌است.

## خصوصیات
ویلتز ۲۶۴٫۵۵ کیلومترمربع مساحت و ۱۲٬۴۶۰ نفر جمعیت دارد.